# Dash X Bunko
Dash X Bunko (ダッシュエックス文庫 Dasshuekkusu Bunko?) es un sello editorial usado para la publicación de novelas ligeras, propiedad de la editorial japonesa Shūeisha. Comenzó operaciones por primera vez el 21 de noviembre de 2014, heredando las novelas ligeras de Super Dash Bunko.

## Premio Shūeisha Light Novel
Desde 2013, se ha celebrado como un lugar para descubrir a los recién llegados, sucediendo al Premio "Super Dash Novel Rookie of the Year Award" de Super Dash Bunko. Es realizado dos veces al año, y se otorga un gran premio de 3 millones de yenes, un premio de excelencia de 1 millón de yenes y un premio especial de 500,000 yenes. 

## Distribución en Nico Nico Seiga
El 4 de octubre de 2017, Dash X Bunko abrió  "Suiyōbi wa Mattari Dasshuekkusu Komikku" (水曜日はまったりダッシュエックスコミック?) en el sitio web y aplicación de distribución de historietas Nico Nico Seiga. De esta manera comenzó la comicalización de las novelas ligeras publicadas por la etiqueta y los cómics originales que publican en ese sitio. También fue una revitalización de la serialización de obras que fueron serializadas en otros medios en el pasado.

## Obras sobresalientes publicadas por Dash X Bunko
- Hatena Illusion
- Monster Musume no Oisha-san
- Project Qualidea
- Ulysses: Jeanne d'Arc to Renkin no Kishi